# جيش إيطاليا (فرنسا)
جيش إيطاليا (بالفرنسية: Armée d'Italie)‏ كان جيشًا ميدانيًا من الجيش الفرنسي المتمركز على الحدود الإيطالية واستخدم للقيام بعمليات في إيطاليا نفسها. على الرغم من أنه موجود في بعض من النموذج في القرن السادس عشر حتى الوقت الحاضر، فإنه يعرف بدوره خلال الحروب الثورية الفرنسية (الذي كان أحد أول الأوامر الصادرة عن نابليون بونابرت أثناء حملته الإيطالية) والحروب النابليونية.